# Gianni De Chiara
Gianni De Chiara (Napoli, 1º giugno 1941) è un giornalista e sceneggiatore italiano.

## Biografia
Ha lavorato sia nella carta stampata che in Rai. Nato a Napoli, iniziò a scrivere giovanissimo per la redazione sportiva de Il Mattino. Diventò poi corrispondente da Napoli di settimanali e quotidiani tra cui L'Avvenire d'Italia di Bologna. 
Alla fine degli anni 60 si trasferì a Milano assunto alla Rizzoli, successivamente a Roma per Mondadori e poi per Rusconi. Nel 1973 fu assunto come capo degli spettacoli a Momento Sera, quotidiano romano che dopo qualche anno lasciò per la Gazzetta del Popolo di Torino, per la quale ha "coperto" servizi sul terrorismo, sulla mafia, sulla camorra. 
Nel 1980 fu assunto al TG3 in cronaca. È stato conduttore per molti anni fino alla promozione a caporedattore della redazione Cultura e Spettacoli.
Per la Tv ha scritto la sceneggiatura di  "Storie della camorra", uno sceneggiato in 6 puntate, trasmesso in prima serata su RAIUNO nella primavera 1978, interpretato da Luigi De Filippo, Massimo Ranieri, Mariano Rigillo, Antonio Casagrande. 
Per il cinema, ha scritto la sceneggiatura di Luca il contrabbandiere (1980), regia di Lucio Fulci, interpretato da Fabio Testi e Marcel Bozuffi.